# Karen Fonteyne
Karen Denise Fonteyne (ur. 29 stycznia 1969 w Calgary) – kanadyjska pływaczka synchroniczna, wicemistrzyni olimpijska.
Była dwukrotną uczestniczką pływackich mistrzostw świata, zarówno w 1991 jak i w 1994 roku zdobyła srebrny medal w konkurencji drużyn. W karierze trzykrotnie wywalczyła srebrny medal igrzysk panamerykańskich – w 1987 (duety, drużyny) oraz w 1995 (drużyny).
W 1996 uczestniczyła w igrzyskach olimpijskich w Atlancie, gdzie udało się zdobyć razem z innymi koleżankami z kadry srebrny medal (Kanadyjki uzyskały ostatecznie rezultat 98,367 pkt).